# SES Sirius

Logo von SES Sirius

SES Sirius AB ist ein Satellitenbetreiber mit Sitz in Schweden und ein Tochterunternehmen von SES S.A. Das Unternehmen betrieb mehrere Kommunikationssatelliten mit dem Namen Sirius.

## Geschichte
Das Nordiska Satellitaktiebolaget (NSAB) wurde 1982 als Kooperation zwischen den Regierungen Schwedens und Norwegens zur gemeinsamen Arbeit auf dem Telekommunikationsmarkt gegründet, Schweden gehörten 85 % des Unternehmens und Norwegen 15 %. Im April 1989 wurde der Tele-X-Satellit gestartet, nachdem Norwegen seine Anteile am Unternehmen an Schweden verkauft hatte, übernahm die Swedish Space Corporation (SSC) die Betreuung des Satelliten. 1993 übernahm die Swedish Space Corporation zusammen mit dem für die terrestrische Rundfunkübertragung in Schweden verantwortliches Unternehmen Teracom das Nordiska Satellitaktiebolaget. Der Satellit Marcopolo 1 wurde gekauft und in Sirius 1 umbenannt. 1994 bestellte man einen zweiten Satellit, Sirius 2, im August des Jahres war Sirius 1 komplett vermietet. Tele Danmark kaufte 1996 25 % des Unternehmens. 1997 wurde Sirius 2 erfolgreich gestartet, man bestellte einen weiteren Satelliten der ein Jahr später als Sirius 3 in den Orbit geflogen wurde.
Im Frühjahr 2000 verlegte man die Fernsehkanäle von Sirius 1 zu Sirius 3. Im Oktober stieg SES Astra mit 50 % ins Nordiska Satellitaktiebolaget ein, 2003 übernahm der Konzern weitere 25 % des Unternehmens von der Swedish Space Corporation, die noch 25 % hielt. 2003 begann man mit der satellitengestützten Internetversorgung von Zügen in Skandinavien, gleichzeitig expandierte man im Baltikum. Der Satellit Sirius 4 wurde im Januar 2004 von Lockheed Martin bestellt, im Dezember änderte das Unternehmen seinen Namen von Nordiska Satellitaktiebolaget in SES Sirius AB. 2007 startete Sirius 4, 2008 wurden alle Fernsehkanäle von Sirius 2 und 3 zu Sirius 4 verlegt. SES kaufte weitere Anteile am Unternehmen und hielt im Januar 2008 90 %, die Swedish Space Corporation die restlichen 10 %. Im Oktober 2008 bestellte man einen fünften Satelliten (Sirius 5) von Space Systems/Loral. 2010 übernahm SES Astra die restlichen 10 % an SES Sirius von der Swedish Space Corporation, die Satelliten wurden umbenannt und die Mitarbeiter in den bestehenden Konzern integriert. Im Juli 2012 wurde der Satellit SES-5 (Sirius 5, Astra 4B) vom Weltraumbahnhof Baikonur gestartet.